# Chef de l'opposition (Fidji)
Pour les articles homonymes, voir Chef de l'opposition.
En république des Fidji, le chef de l'opposition est un député qui dirige le principal parti politique, ou la principale coalition, d'opposition parlementaire. C'est un premier ministre potentiel si son parti venait à remporter les élections suivantes. L'existence d'un statut officiel de chef de l'opposition est un héritage du modèle britannique, les Fidji étant une ancienne colonie britannique dont les institutions politiques s'inspirent principalement du système de Westminster. L'actuel chef de l'opposition, depuis le 24 décembre 2022, est Frank Bainimarama, du parti Fidji d'abord (centriste).
Le statut, les fonctions et les prérogatives du chef de l'opposition sont définis notamment par l'article 78 de la constitution adoptée en 2013. Cet article dispose que le chef de l'opposition est élu par les députés ne faisant pas partie de la majorité parlementaire qui soutient le Premier ministre. Les députés de l'opposition peuvent à tout moment changer de chef ; ce dernier reste en fonction tant qu'il dispose de la confiance de l'opposition parlementaire. Le chef de l'opposition est le seul député autorisé à déposer une motion de censure au Parlement à l'encontre du gouvernement (art. 62 de la Constitution). Il a également pour prérogative de nommer un candidat à la présidence de la République. Le Premier ministre et le chef de l'opposition soumettent chacun le nom d'un candidat aux députés, qui choisissent entre les deux propositions (art. 84). Le chef de l'opposition est l'un des six membres de la Commission des offices constitutionnelles, présidée par le Premier ministre ; en outre, il nomme l'un des cinq autres membres (art. 132).
Cette fonction est occupée par Inia Seruiratu depuis le 29 mars 2023.

## Liste
Les personnes suivantes ont été chef de l'opposition :
| Nom | Nom                     | Nom | Dates du mandat (élections)      | Parti               | Remarques |
| --- | ----------------------- | --- | -------------------------------- | ------------------- | --- |
|     | A.D. Patel              |     | 1967-1969 (1966)                 | PFN                 | |
|     | Siddiq Koya             |     | 1969-1977 (1972, mars 1977)      | PFN                 | Chef de l'opposition au moment de l'indépendance du pays en 1970. Remporte les élections législatives de mars 1977, mais n'est pas nommé Premier ministre. Voir : Crise constitutionnelle fidjienne de 1977 (en). |
|     | Jai Ram Reddy           |     | 1977-1984 (septembre 1977, 1982) | PFN                 | |
|     | Siddiq Koya             |     | 1984-1987                        | PFN                 | |
|     | Harish Sharma           |     | 1987                             | PFN                 | Brièvement, à la suite de la démission de Siddiq Koya, en amont des élections législatives de 1987. |
|     | Ratu Sir Kamisese Mara  |     | 1987 (1987)                      | Parti de l'Alliance | Brièvement, à la suite des élections législatives d'avril 1987, et avant le coup d'État militaire de mai 1987. Premier ministre de 1967 à 1987, puis de 1987 (après le coup d'État) à 1992. Président de la République de 1994 à 2000. |
|     | poste vacant            | -   | 1987-1992                        | -                   | Régime non-constitutionnel issu d'un coup d'État. Le Parlement ne siège pas. |
|     | Jai Ram Reddy           |     | 1992-1999 (1992, 1994)           | PFN                 | |
|     | Ratu Inoke Kubuabola    |     | 1999-2000 (1999)                 | SVT                 | |
|     | poste vacant            | -   | 2000-2001                        | -                   | Gouvernement par intérim après le coup d'État de 2000. |
|     | Prem Singh              |     | 2001-2002 (2001)                 | PFN                 | |
|     | Mick Beddoes            |     | 2002-2004                        | PGU                 | |
|     | Mahendra Chaudhry       |     | 2004-2006                        | Travailliste        | Premier ministre de 1999 à 2000. |
|     | Mick Beddoes            |     | 2006 (2006)                      | PPU                 | Mandat interrompu par le coup d'État de 2006. |
|     | poste vacant            | -   | 2006-2014                        | -                   | À la suite du coup d'État de 2006, le Parlement n'est pas autorisé à siéger pendant près de huit ans. |
|     | Ro Teimumu Kepa         |     | 2014-2018 (2014)                 | Sodelpa             | Première femme à occuper cette fonction. |
|     | Sitiveni Rabuka         |     | 2018-2020 (2018)                 | Sodelpa             | Premier ministre de 1992 à 1999 puis depuis 2022. |
|     | Ratu Naiqama Lalabalavu |     | 2020-2022                        | Sodelpa             | |
|     | Frank Bainimarama       |     | 2022-2023 (2022)                 | Fidji d'abord       | Premier ministre de 2007 à 2022. Suspendu du Parlement pour une durée de trois ans à partir de février 2023, la majorité parlementaire ayant estimé que son premier discours au Parlement après les élections de 2022 était « séditieux ». Il démissionne alors du Parlement le 8 mars, demeurant chef de son parti mais cédant la direction de l'opposition. |
|     | Inia Seruiratu          |     | depuis 2023                      | Fidji d'abord       | |